# Église Sainte-Marie-des-Âmes-du-Purgatoire de Naples

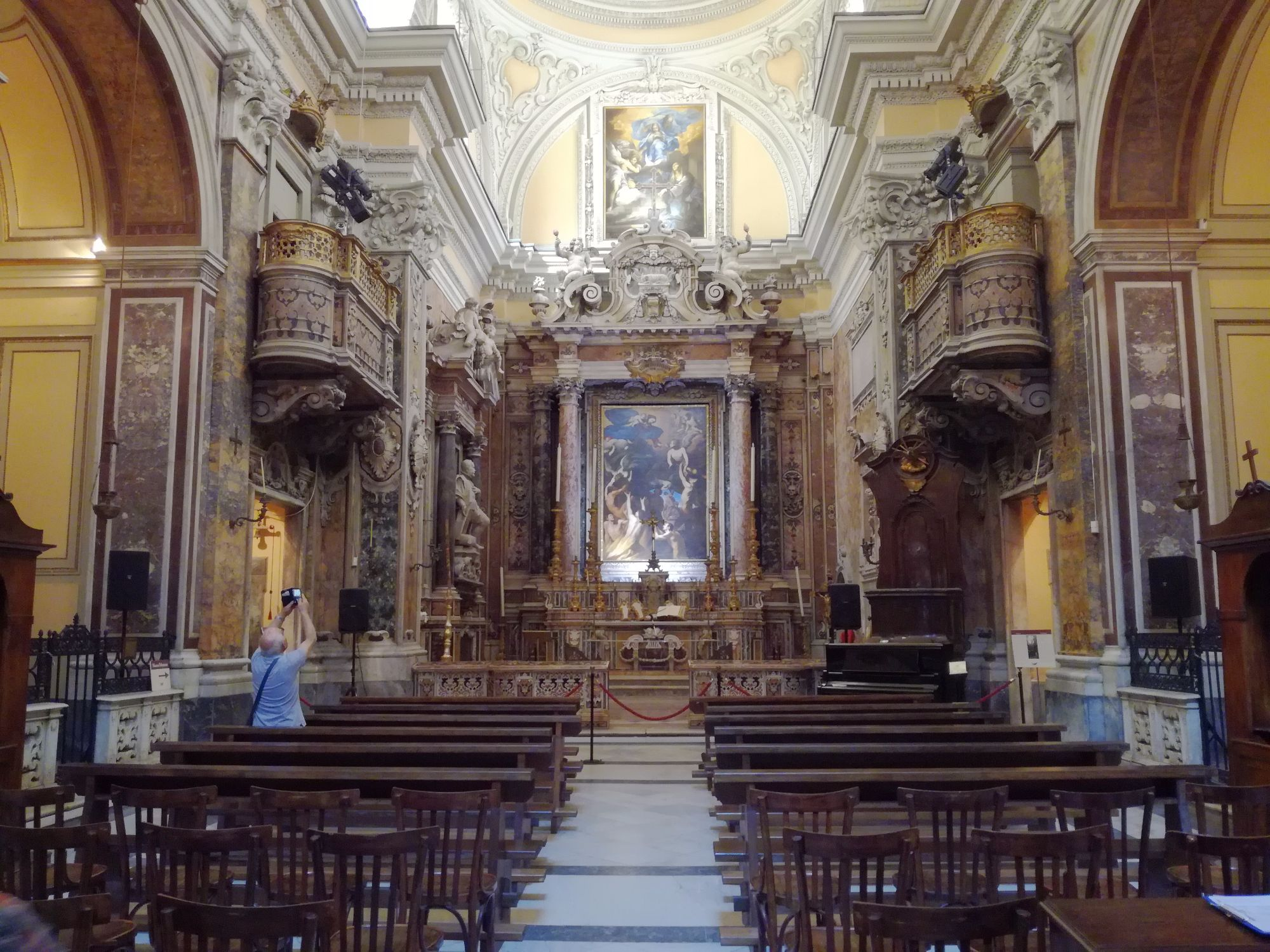
Intérieur de l'église.

L'église Sainte-Marie-des-Âmes-du-Purgatoire, (en italien Chiesa di Santa Maria delle Anime del Purgatorio ad Arco ou encore Purgatorio ad Arco), est une église baroque située à Naples en Italie. Elle date du XVIIe siècle.

## Histoire
Le projet de construction de l'église fut entrepris par plusieurs familles nobles de Naples. Les principaux contributeurs furent la famille Mastrilli et les frères Géronimo et Francesco Furono. D'autres familles contribueront à la naissance de l'institution, comme les Muscettola, Alfonso Brancaccio, Fabrizio Caracciolo de Brienza, Marcantonio Diomede Carafa et enfin Antonio Carmignano. Le but était de fonder un lieu d'inhumation pour les pauvres de la ville, les sans-familles et les sans-domiciles et une institution capable de les aider. Le projet est confié aux architectes italiens Giovan Giacomo di Conforto (it) et Giovanni Cola di Franco, tous deux originaires de Naples. L'église est achevée en 1616 puis consacrée en 1638.
L'institution prendra ensuite soin des pauvres de la ville en s'occupant, outre l'inhumation des morts, de vêtir les nécessiteux, de les nourrir et de les aider à se libérer des dettes de loyer.